# Wolf-Dieter Lutz
Wolf-Dieter Lutz (* 15. Februar 1935 in Mumsdorf) ist ein deutscher Politiker (SPD). Er war von 1977 bis 1978 Abgeordneter im Landtag von Niedersachsen. Außerdem war er über 40 Jahre lang kommunalpolitisch aktiv, weswegen er 1994 das Bundesverdienstkreuz am Bande verliehen bekam.

## Leben
Lutz absolvierte die Oberschule mit dem Abitur und studierte danach Pädagogik mit der Fachrichtung Geschichte und Geographie an der Universität in Dresden, wo er das Staatsexamen erreichte, und Osnabrück, wo er die Erste Lehrerprüfung bestand. Ab 1955 arbeitete Lutz als Lehrer, später als Konrektor an einer Grundschule. Im Jahr 1957 flüchtete er aus der DDR in die Bundesrepublik, wo er sich 1958 der SPD anschloss.

## Politik
Ab 1965 war Lutz SPD-Kreisvorsitzender im Landkreis Wesermünde. Nachdem er bis Mitte der 1970er Jahre mehrere kommunalpolitische Ämter innegehabt hatte, wurde er 1976 Bürgermeister der damaligen Samtgemeinde Land Wursten. Ein Jahr später rückte er am 26. Oktober 1977 über einen Listenplatz der SPD in den Landtag von Niedersachsen nach, dem er bis zum Ende der achten Wahlperiode am 20. Juni 1978 angehörte. Nach seinem Ausscheiden aus dem Landtag blieb er weiterhin kommunalpolitisch aktiv. Er blieb bis 1981 Bürgermeister der Samtgemeinde Land Wursten und wurde dies erneut von 1985 bis 2001. Danach war er bis 2005 Ratsvorsitzender der Samtgemeinde. Vom 7. November 2001 bis zum 31. Januar 2004 war Lutz zudem stellvertretender Landrat im Landkreis Cuxhaven.

## Ehrungen
Für sein insgesamt über 40 Jahre andauerndes kommunalpolitisches Engagement wurden ihm mehrere Ehrungen zuteil. Er bekam am 30. Juni 1994 das Verdienstkreuz am Bande des Verdienstordens der Bundesrepublik Deutschland verliehen. Zuvor wurde ihm bereits 1988 das Ehrenzeichen des Landkreises Cuxhaven in Silber und 1994 in Gold verliehen. Im Jahr 1999 bekam er den Ehrenring der Samtgemeinde Land Wursten und 2005 die Ehrennadel überreicht. Ebenfalls 2005 wurde er zum Ehrenbürger der Samtgemeinde ernannt. Außerdem bekam er 2005 die Ehrennadel in Gold des Niedersächsischen Städte- und Gemeindebundes verliehen. Im Jahr 2006 bekam er für sein langjähriges ehrenamtliches Engagement um den Landkreis Cuxhaven den Ehrenring des Landkreises Cuxhaven verliehen. Zum 70. Geburtstag bekam er 2005 die Willy-Brandt-Medaille der SPD verliehen. Am 12. Januar 2013 wurde Wolf-Dieter Lutz zum Ehrenmitglied der Freiwilligen Feuerwehr Wremen ernannt. Dies geschah u. a. in Hinblick auf seine mehr als 40-jährige Verbundenheit zur Wehr, die sich in mehr als 40 Teilnahmen in verschiedenen Funktionen an den Jahreshauptversammlungen der Wremer Wehr zeigt.

## Belege
1. 1 2  Landrat Cuxhaven: Sitzungsvorlage Nr.: 159/2006 (PDF; 21 kB), vom 7. September 2006.

| Personendaten    | Personendaten                  |
| ---------------- | ------------------------------ |
| NAME             | Lutz, Wolf-Dieter              |
| KURZBESCHREIBUNG | deutscher Politiker (SPD), MdL |
| GEBURTSDATUM     | 15. Februar 1935               |
| GEBURTSORT       | Mumsdorf                       |